# Neue Dampfer-Compagnie

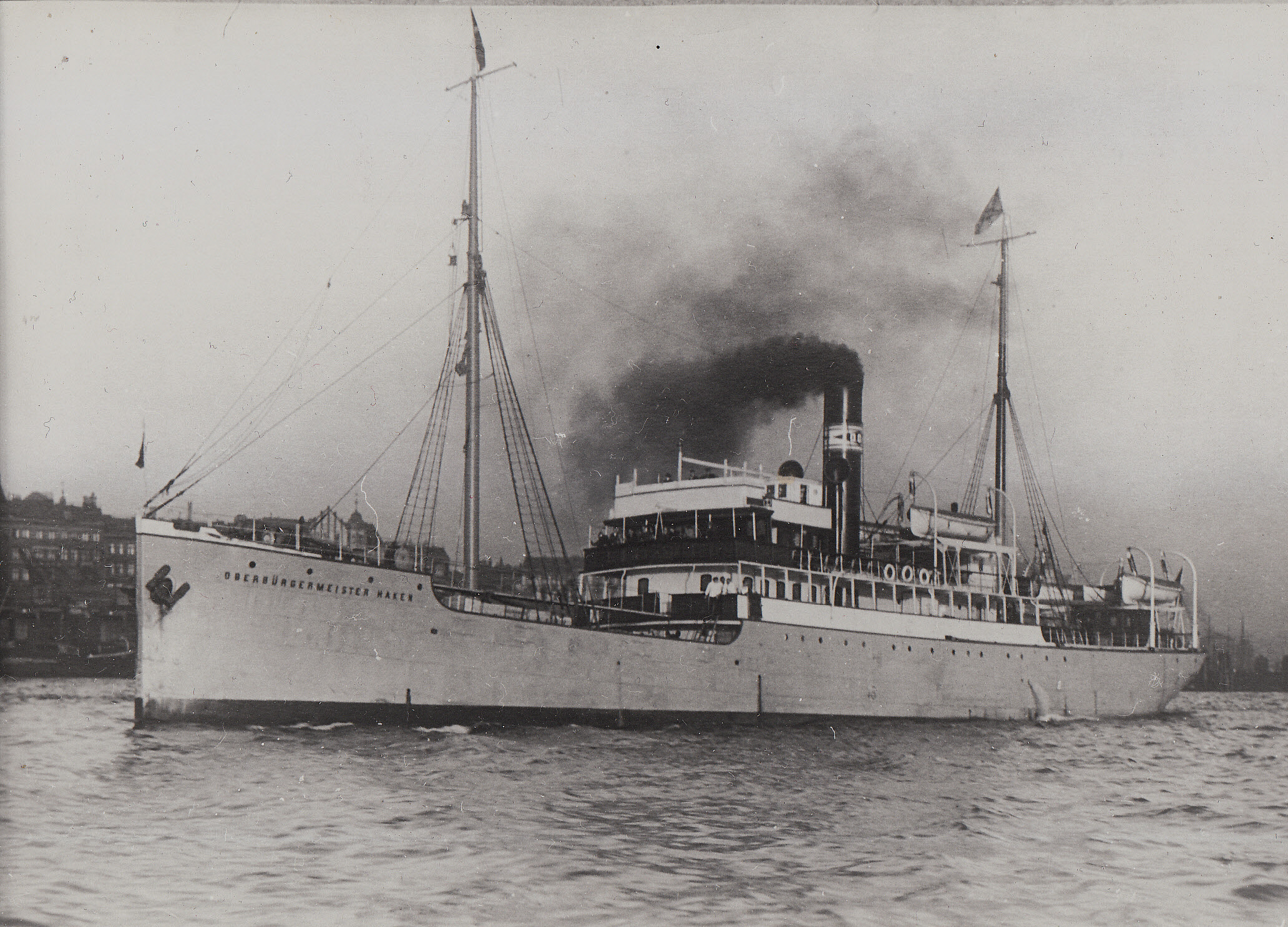
„Oberbürgermeister Haken“. Gebaut 1895 für die Neue Dampfer-Compagnie.

Die Neue Dampfer Compagnie war eine von 1855/1856 bis 1930 tätige Reederei. Sie wurde mit Sitz in Stettin gegründete Reederei. Ihre Eintragung erfolgte im Jahr 1862.
Das Fahrtgebiet der Reederei erstreckte sich vorwiegend auf Linien zwischen den Ostseehäfen Königsberg, Lübeck, Stettin, Danzig, Reval, St. Petersburg sowie Stockholm und dem Kanalhafen London. Unregelmäßige Fahrten verliefen zwischen den Häfen der Ostsee, der Nordsee und dem Mittelmeer. Es wurde ausschließlich Frachtschifffahrt betrieben.
Ab August 1913 wurden die Aktien der Gesellschaft an der Stettiner Börse gehandelt. 1923 wurde der Name in Stettiner Dampfer-Compagnie geändert. Die Liniendienste wurden weitgehend beibehalten. Die Deutsche Orient-Linie mit regelmäßigen Linien in den Orient war eine Tochter der Gesellschaft. Mit der HAPAG und der Roland-Linie wurde ab 1924 in einer Poolgemeinschaft gefahren.
Zu Beginn des Ersten Weltkriegs besaß die Reederei 22 Dampfschiffe mit insgesamt 25.071 Bruttoregistertonnen. Von diesen gingen während des Krieges sieben Schiffe verloren und vier mussten laut dem Versailler Friedensvertrag an Russland abgeliefert werden. Zwei der Schiffe wurden von Russland wieder zurückgegeben. Bis 1923 wuchs die Flotte durch Neubau und Zukauf auf 38 Frachtdampfer. Die Wirtschaftskrise und Konkurrenz der Eisenbahn führten 1930 zur Liquidation der Reederei.